# Arvid de Kleijn
Arvid de Kleijn (Herveld, 21 marzo 1994) è un ciclista su strada olandese che corre per la Tudor Pro Cycling Team. Attivo dal 2015 in formazioni UCI, ha vinto la Druivenkoers 2019,  la Milano-Torino 2023 e una tappa alla Parigi-Nizza 2024.

## Palmarès
- 2016 (Cyclingteam Jo Piels)

Parigi-Tours Espoirs
- 2017 (Baby-Dump, tre vittorie)

3ª tappa Tour du Loir-et-Cher (Savigny-sur-Braye > Vendôme)
Antwerpse Havenpijl
Sluitingsprijs Putte-Kapellen
- 2019 (Metec-TKH p/b Mantel, sei vittorie)

3ª tappa Tour de Normandie (Bourg-Achard > Elbeuf-sur-Seine)
3ª tappa Tour du Loir-et-Cher (Mer > Vendome)
Midden-Brabant Poort Omloop
1ª tappa Wyścig Solidarności i Olimpijczyków (Łódź > Sieradz)
4ª tappa Kreiz Breizh Elites (Guingamp > Rostrenen)
Druivenkoers
- 2021 (Rally Cycling, due vittorie)

1ª tappa Presidential Cycling Tour of Turkey (Konya > Konya)
Route Adélie de Vitré
- 2022 (Human Powered Health, una vittoria)

1ª tappa Quattro Giorni di Dunkerque (Dunkerque > Aniche)
- 2023 (Tudor Pro Cycling Team, sei vittorie)

Milano-Torino
4ª tappa Boucles de la Mayenne (Montsûrs > Laval)
3ª tappa Ster ZLM Toer (Roosendaal > Roosendaal)
4ª tappa Giro di Germania (Hannover > Brema)
1ª tappa Tour de Langkawi (Kerteh > Kuala Terengganu)
6ª tappa Tour de Langkawi (Karak > Melaka)
- 2024 (Tudor Pro Cycling Team, cinque vittorie)

2ª tappa Parigi-Nizza (Thoiry > Montargis)
Grand Prix de Fourmies
Grand Prix d'Isbergues
4ª tappa Tour de Langkawi (Kuala Kubu Bharu > Bentong)
5ª tappa Tour de Langkawi (Kuala Lumpur > Malacca)

### Altri successi
- 2019 (Metec-TKH p/b Mantel)

Classifica a punti Tour du Loir-et-Cher
- 2023 (Tudor Pro Cycling Team)

Classifica punti Tour de Langkawi